# Freddie Colpaert
Freddie Colpaert is een personage uit de Vlaamse soapserie Thuis. Freddie werd in 2009 en 2011 gespeeld door Bart Dauwe.

## Fictieve biografie
Freddie maakt in september 2009 zijn intrede als nieuwe loodgieter bij Sanitechniek na het vertrek van Waldek. Luc kent hem nog uit het verleden. Maar hij maakt niet zo'n geweldige indruk: hij kan het niet goed vinden met Mo, die vindt dat hij zijn werk verwaarloost. Kris probeert te achterhalen hoe dat komt. Freddie liegt dat zijn zoon aan MS lijdt. Maar in werkelijkheid is zijn zoon de drugsverslaafde die Bianca heeft overvallen en de auto van Tom heeft gestolen. Kris neemt het Freddie niet in dank af dat hij de ziekte als leugen heeft gebruikt, vooral omdat ze zelf een zieke broer had. De collega's proberen Freddie te helpen, maar Freddie heeft geld nodig voor zijn zoon: wanneer hij gaat werken bij de familie Bomans, steelt hij de broche van Yvette. Bram krijgt de schuld, maar dankzij de getuigenis van Franky werd Freddie als dader beschouwd. Dit was het begin van de vriendschap tussen Franky en Bram. Freddie werd op staande voet ontslagen.
Wanneer Luc in februari 2011 na het vertrek van Kris een nieuwe loodgieter zoekt, contacteert Luc een interimbureau. Het toeval wil dat Sanitechniek Freddie toegestuurd krijgt. Luc en Franky willen het verleden laten rusten en geven Freddie nog een kans, Bram ziet dit absoluut niet zitten. Freddie vormt een duo met Waldek. Freddie heeft echter nog steeds geld nodig om de schulden van zijn zoon af te betalen en doet na zijn uren bij Sanitechniek ook nog aan zwartwerk. Luc betrapt hem hier op en rekent op hem om Waldek uit te schakelen in de strijd om Rosa: hij moet met Waldek inbreken bij Sanitechniek opdat Rosa Waldek nooit meer zou willen zien. Freddie krijgt zo extra geld van Luc. Plots blijkt dat Freddie dit geld niet aan zijn zoon geeft, maar het zelf opsoupeert in casino's.
Hij wordt uiteindelijk toch ontslagen, maar keert terug om Luc nog een laatste keer zitten te hebben. Hij is echter zowel bij Waldek als bij Luc niet echt gewenst en in de seizoensfinale breekt Freddie zijn nek per ongeluk wanneer hij wordt geslagen door Luc. Zijn lichaam wordt later in assen gehuld wanneer Ter Smissen in brand staat.